# Sommecaise
Sommecaise é uma comuna francesa na região administrativa de Borgonha-Franco-Condado, no departamento de Yonne. Estende-se por uma área de 15,14 km². Em 2010 a comuna tinha 372 habitantes (densidade: 24,6 hab./km²).